# それでも世界が続くなら
それでも世界が続くなら（それでもせかいがつづくなら）は、2011年に結成された日本のパンクバンド。2013年にメジャーデビュー。
バンド名の由来は、「もし次にバンドをやるなら、もう誰にも好かれなくてもいい。バンド名も必要ない」という理由で、続編の「続」という言葉の入った「固有名詞ではない文章」として付けられた。
2018年9月2日に活動中止、2021年12月27日付けで活動再開を正式に発表した。
2023年1月よりメンバー4人で独立し、新レーベル「YouSpica (ユースピカ)」を設立。
2024年2月17日、およそ半年間の活動休止を発表。3月20日のONE-MAN TOUR「生前葬」ファイナル・東京公演のラストライブをもって活動休止。
2025年8月10日に活動再開ONE-MAN LIVE「Re:cycle」にて、サポートメンバーを迎えて活動再開することを発表。

## 概要
- ほとんどのライブでMC（バンド名を名乗る行為やライブ告知を含め）が無く、また簡易照明のみで演奏していることが多い。これについてメンバーは「音楽だけでいいから」「余計なもののおかげで音楽が良く聞こえてしまうのを防ぐため」と語っている[4]。
- メンバー自身の生い立ち、実体験から[5]、いじめや虐待、家庭環境や病気等の社会的マイノリティを表現した楽曲が多く、そのため歌詞の多くが隠語やダブル・ミーニング（2つ以上の意味を持たせた言葉）になっている[6]。
- 前身バンド時代を含む全アルバムジャケットを、闘病生活をしているイラストレーターが担当している[7]。
- パンクバンドという定義は彼らの活動スタンスのおおまかな総称であり、実際のサウンド面は、国内では数少ないグランジバンドやのシューゲイザーバンドとして各種メディア等で評されている。また、日本のメジャーシーンにおいて数少ないノイズギタリストが在籍している日本のバンドである[8][9]。
- バンド名の由来から、篠塚が自身のバンド名を「それでも世界がなんとか」と揶揄する事がある[10]。
- 2012年12月25日、名古屋CLUB QUATTRO公演では、琢磨のtwitter上での約束を果たすために、一度だけ「それでもマスオが続く」名義でライブを行なっている[11]。
- バンド名は、一般的に「それせか」と略される。

## メンバー
篠塚 将行（しのづかまさゆき）
ボーカル、ギター、ピアノ担当。全楽曲の作詞作曲を行う。元々はギタリストだったが、前身バンド「ドイツオレンジ」でボーカリストが脱退したために、作曲を担当していた篠塚がボーカルを担当することとなり現在に至るが、本人は「人前で歌を歌うのは性格的に苦手」とインタビューで話している。また、近年では不登校の経験や片親という家庭環境、激しいいじめに遭っていた過去を各種メディアで告白している。
元ライブハウス店員のバイト経歴があり、当初は裏方としての音楽活動を希望していた。影響を受けた人物に、カート・コバーン、岡本太郎、アルバート・アインシュタインを、影響を受けたバンドとして、ニルヴァーナ、スマッシング・パンプキンズを挙げている。また、MO'SOME TONEBENDER、bloodthirsty butchers、eastern youth等の日本のオルタナティヴ・ロック・バンドの意思を受け継いでいきたいと話している。愛用機材は、友人から譲ってもらったとされるフェンダー・ジャズマスターと、Big Muff。愛称は「しのくん」。

菅澤 智史（すがさわさとし）
ギター担当。前身バンドでは元々ボーカリストだったが、それでも世界が続くなら結成時にギタリストに転向。それが理由で、当初は篠塚に「代わりに歌ってくれ」と結成時のライブでも言われることがあった。影響を受けたアーティストはナンバーガール。バンドのイメージに似合わないシュールな発言をすることが多く、制作する楽曲のシリアス過ぎるイメージを打破するために、メンバーに頼まれてメールマガジンのコラムやwebラジオ番組のパーソナリティを担当していた。実家時代に夜逃げの経験がある事を明かしている。愛称は「ガースー」。

琢磨 章悟（たくましょうご）
ベース担当。兄が地元有数のバンドマンであった為に自分がステージに立つという自信がなかったが、友人だった篠塚に誘われて、それでも世界が続くなら結成時に初めて楽器を始めた。関連動画にも個人で多数登場しているが、本人の意思ではなく「ひきこもりだった自分へのメンバーの気遣い」と語っている。影響を受けたアーティストは空気公団、たまを挙げている。

## 元メンバー
栗原 則雄（くりはらのりお）
ドラム担当。メンバーの友人として結成からオリジナルメンバーとして参加、活動したのち、「燃え尽きた」と実感したことを理由に、バンドの活動中止期間（2018年9月2日～）を経て、2019年2月11日に脱退。
脱退の際に「もともとサポートメンバー（ドラム）のつもりだったが、いつの間にか正式メンバーとして活動していたこと」「自分は脱退するが、バンドそのものは応援しており、今後は新たに正規ドラマーを加えて引き続き活動して欲しい」といった意向を示している。
それでも世界が続くなら結成前にも、前身バンドを「いくら練習しても上手くならない」「緊張する」という理由で脱退し音楽を辞めた事をインタビューで明かしているが、結成前からの友人だった篠塚に「音楽に夢を持ってないところが良い」と言われてバンドに参加した経緯がある。「考える事が苦手」と話しており、メンバーがラジオ出演時に「良くも悪くもムードメーカー」だと語っている。影響を受けたアーティストにBLANKEY JET CITYを挙げている。
脱退後も機会があれば一観客としてバンドのライブに足を運ぶなど、脱退後もメンバーとの仲は良好であり、2020年7月18日千葉LOOKでのワンマンライブにて、元メンバーとして一度だけサポートドラムとして復帰した。

土谷 佳恋（つちやかれん）
ドラム担当。それでも世界が続くならの栗原脱退による活動休止期間に、元BUNGEE JUMP FESTIVALの町田直隆からの紹介で加入。栗原脱退後の2019年9月から2020年6月までの9ヶ月という短い期間で活動。参加内容もライブへの参加のみで、レコーディングには一度も参加していない。脱退理由については2020年のコロナ禍の影響とツチヤ本人が今後の自身の人生を考慮した結果とし、不仲説についてはツチヤ本人が否定している。
脱退後はシンガーソングライターとして活動。
只野うと（ただのうと）
ドラム担当。篠塚のライブハウス店員時代の出演バンドであり、菅澤や琢磨にとって音楽仲間だった只野が、ドラマー脱退で解散寸前と言われた時期に「だったら私が叩くから大丈夫」と連絡した事がきっかけで2020年7月よりサポートメンバーとして参加し、バンドの存続が決定した。2021年12月に正式に加入。他メンバー同様に複雑な生い立ちでありながら明るく純粋な性格のムードメーカであり、最年少ながら他メンバーの縁の下を支える存在だと生配信等でメンバーが語っている。影響を受けたアーティストにTACICAを挙げている。
2024年11月脱退。

## 音楽性

### サウンド
ニルヴァーナやスマッシング・パンプキンズ、ピクシーズ等に影響を受けたとされるグランジやシューゲイザーの要素の色濃いノイズギターサウンド、遅めのBPMを中心にした普遍的なメロディーに、実話を元にしたメッセージ性の強い逆説的な歌詞が乗る、変則的なオルタナティヴ・ロックとしてレビュー等で紹介されている。

### 作曲
篠塚の作曲するペースがかなり速く、楽曲の発表やリリース頻度がハイペースで、インディーズ時代は約半年ごとにフルアルバムを、メジャーデビューから10ヶ月でアルバム3枚を含む4作品を発表している。本人は、「日記とか手紙みたいに書いているので、創作じゃない分、速いんだと思う」とメディア等で語っている。また、メンバーの思い描くパンクロックは精神的な部分が大きく、「パンクは誰よりも優しくないといけない音楽」という概念から、活動から楽曲制作まで多大に影響を受けていると話している。

## 作品

### ミニアルバム
|        | 発売日        | タイトル                 | 規格品番   | 収録曲 | 備考                                                                |
| ------ | ------------- | ------------------------ | ---------- | --- | ------------------------------------------------------------------- |
| 1st    | 2014年1月8日  | 明日は君に会いに行くから | CRCP-40354 | 1. 5分後のアンチテーゼ 2. 消えた星の行方 3. 蝶と少女の関係 4. 平行線 5. 君の嫌いな世界 6. 成長痛                                             | タワーレコードデイリーチャート初登場4位、オリコンチャート初登場17位 |
| 2nd    | 2016年9月21日 | 52Hzの鯨                 | BZCS-1142  | 1. 弱者の行進 2. 狐と葡萄 3. ベッドルームのすべて 4. 11月10日 5. 着衣の王様 6. 最終回 7. 誰も知らない 8. 死なない僕への手紙                  | 日本テレビ「バズリズム」POWER PLAY 「狐と葡萄」「弱者の行進」収録   |
| 3rd    | 2018年8月1日  | それでも世界が続くなら   | BZCS-1166  | 1. イツカの戦争 2. 魔王とバッドエンド 3. SNSとオフライン 4. 銃声のエンターテイメント 5. 春と呪い 6. ハピネス 7. ユートピアの生活費           |                                                                     |
| 4th    | 2019年9月11日 | 彼女はまだ音楽を辞めない | BZCS-1178  | 1. 点字ブロックと花束 2. 死にたいって言えばそれだけで 3. 嫌い 4. 地獄に落ちろ 5. 登校拒否とダウナー 6. 9月1日 7. 彼女はまだ音楽を辞めない    |                                                                     |
| 1st EP | 2021年3月17日 | 僕は君に会えない         | BZCS-1189  | 1. ライフ/アフターライフ 2. タイムトラベラー 3. 生活と自粛 4. 遺書 5. 僕の音楽を聴いてくれてる君へ 6. カウントダウン 7. 月曜日 8. 猫と飛行機 |                                                                     |

### シングル
|             | 発売日         | タイトル                               | 規格品番   | 収録曲                                                                  | 備考 |
| ----------- | -------------- | -------------------------------------- | ---------- | ----------------------------------------------------------------------- | --- |
| 1st         | 2014年5月7日   | 僕らのミュージック                     | CRCP-10314 | 1. 僕らのミュージック 2. エスと自覚症状 3. 不燃ごみの日 4. 片方だけの靴 | |
| 2nd         | 2016年7月20日  | 狐と葡萄                               | BZCM-10005 | 1. 狐と葡萄 2. 弱者の行進 3. 僕らに許された時間                         | ・オリコンインディーズ初登場6位 ・ベルウッドレコード(キングレコード系)移籍第一弾 ・タワーレコード生産限定リリース(3000枚限定生産) |
| 3rd         | 2017年5月24日  | 消える世界のイヴ／アダムの林檎         | BZCM-10006 | 1. 消える世界のイヴ 2. アダムの林檎 3. アラームと起床 4. 寝ていたい     | ・タワーレコード限定 |
| 4th         | 2022年12月9日  | 白昼夢から覚めるまで／変声期           | YSPC-0001  | 1. 白昼夢から覚めるまで 2. 変声期 3. 次回作                             | ・ライブ会場限定リリース ・レーベル「YouSpica」設立記念シングル ・プラスチック製カード仕様                                        |
|             | 2023年4月19日  | 死にたい彼女と流星群は永遠に一人のまま | YSPC- 0000 | 1. 次回作 2. 白昼夢から覚めるまで 3. copy and delete (No mastering)     | タワーレコード1000枚限定・無料サンプラーEP                                                                                        |
| 1st digital | 2023年12月17日 | 休戦前夜                               |            | 1. 休戦前夜 2. 流星群 (LIVE at Shibuya O-Crest)                         | |

### 自主制作
|     | 発売日         | タイトル                 | 規格品番            | 収録曲 | 備考                |
| --- | -------------- | ------------------------ | ------------------- | --- | ------------------- |
| 1st | 2010年12月17日 | エンドロールタイムアウト | SSTN-0001 BNBR-1111 | 1. ヘイトミー/ヘイトユー 2. 痛みの国のアリス 3. ハイドアンドシーク 4. 題名のない音楽/終わりの始まり 5. 空気清浄機 6. ブラスト 7. 参加賞 | ライブ会場500枚限定 |

### 参加作品
| 発売日        | アーティスト名・形式  | 作品名                                                                    | 規格品番   | 概要                                                    |
| ------------- | --------------------- | ------------------------------------------------------------------------- | ---------- | ------------------------------------------------------- |
| 2014年5月28日 | bloodthirsty butchers | Yes, We Love butchers 〜Tribute to bloodthirsty butchers～ The Last Match | CRCP-40369 | トリビュート・アルバム。 M-12「デストロイヤー」で参加。 |

## ミュージックビデオ
それでも世界が続くならのミュージック・ビデオは、メンバーの自伝的な意味合いを持って製作されている映像作品である。ほぼ全作品の制作を、メンバーの結成前からの親友で映像作家の藤井健が制作、メンバーは藤井に制作の全指揮を一任している。これに関してメンバーは「映画制作中に病気になった藤井氏が、『自分はもう映像を作ってはいけない人間だ』と言っていたので、治療も兼ねて自分達のビデオを好き勝手に作っていいとだけ言った。ビデオに（メンバーの）意図はなく、藤井が作ればなんでも良かった。」と公開記念イベント等でエピソードを話している。
メンバーや藤井が、過去を隠すことで二次的に生き辛さを体験したことから、差別や虐待、いじめや自殺等などの社会生活においてタブー視されがちな内容にも触れている。篠塚はこのことを動画インタビューで「本当のことを隠さなきゃいけないなら、（音楽や映画を）やる理由がないんだと思う」と話している。これらが理由で、メジャーデビュー時のMVである「参加賞」では、MV製作以前から楽曲を気に入り放映を決めていたメディア数社から「これは放映できない。放映したら問題になる」と断られ、関係者からも「商業的自殺」と揶揄されたというエピソードがある。メンバーは「商業以前に、こういうことを隠せばいいと思っている文化自体が問題」と発表している。
「シーソーと消えない歌」が事実上の藤井監督の復帰作であり、篠塚の前身バンド解散の理由を元にした映像である。「水色の反撃」は篠塚の小中学校時代の実話、「参加賞」は篠塚の幼少期の家庭環境の実話、「奇跡」は藤井監督の旧友の実話であり、実際に藤井監督と共に葬儀に参列した旧友達本人もエキストラとして参加している。「響かない部屋」「晴れた日の教室」は連作であり、篠塚の高校時代の実話を元にして制作された。「成長痛」「浴槽」の2作のみ、ドキュメンタリー映像作品となっている。

## タイアップ一覧
| 使用年 | 曲名                 | タイアップ                                         |
| ------ | -------------------- | -------------------------------------------------- |
| 2024年 | 白昼夢から覚めるまで | ボイスコミック『三途の川アウトレットパーク』挿入歌 |

### インタビュー
- UKProject(2013年9月)
- excitemusic(2013年9月)
- JUNGLE LIFE - それでも世界が続くなら…この後に、あなたならどういう言葉を繋げますか？(2013年9月)
- ナタリー  - メジャー進出に罪悪感、それでも世界が続くならが語る胸中(2013年9月)
- WHAT's IN? WEB(2014年7月)
- ぴあ(2014年6月)